# Еміль Корнейї
Еміль Корнейї (15 серпня 1869 — 27 грудня 1945) — бельгійський яхтсмен.
Олімпійський чемпіон 1920 року в класі 6 метрів (за правилами 1907 року).